# Kopsinina
Kopsinina es un alcaloide de una planta con actividad anti-colinérgica.